# ارکیده مورچه‌ای بال‌دار
ارکیده مورچه‌ای بال‌دار (نام علمی: Chiloglottis platyptera) نام گونه‌ای از سرده ارکیده‌های زنبوری است.